# Champigneulles
Champigneulles és un municipi francès situat al departament de Meurthe i Mosel·la i a la regió del Gran Est. L'any 2007 tenia 6.765 habitants.

## Demografia

### Població
El 2007 la població de fet de Champigneulles era de 6.765 persones. Hi havia 2.882 famílies, de les quals 920 eren unipersonals (372 homes vivint sols i 548 dones vivint soles), 847 parelles sense fills, 847 parelles amb fills i 268 famílies monoparentals amb fills.
La població ha evolucionat segons el següent gràfic:
Habitants censats

### Habitatges
El 2007 hi havia 3.129 habitatges, 2.943 eren l'habitatge principal de la família, 10 eren segones residències i 176 estaven desocupats. 1.591 eren cases i 1.496 eren apartaments. Dels 2.943 habitatges principals, 1.618 estaven ocupats pels seus propietaris, 1.278 estaven llogats i ocupats pels llogaters i 48 estaven cedits a títol gratuït; 107 tenien una cambra, 326 en tenien dues, 567 en tenien tres, 786 en tenien quatre i 1.157 en tenien cinc o més. 1.587 habitatges disposaven pel capbaix d'una plaça de pàrquing. A 1.387 habitatges hi havia un automòbil i a 927 n'hi havia dos o més.

### Piràmide de població
La piràmide de població per edats i sexe el 2009 era:
| Homes | Edats   | Dones |
| ----- | ------- | ----- |
| 0     | 95 o +  | 0     |
| 0     | 90 a 94 | 20    |
| 20    | 85 a 89 | 60    |
| 36    | 80 a 84 | 84    |
| 32    | 75 a 79 | 132   |
| 96    | 70 a 74 | 72    |
| 128   | 65 a 69 | 176   |
| 168   | 60 a 64 | 160   |
| 168   | 55 a 59 | 164   |
| 332   | 50 a 54 | 288   |
| 232   | 45 a 49 | 304   |
| 252   | 40 a 44 | 256   |
| 248   | 35 a 39 | 320   |
| 228   | 30 a 34 | 244   |
| 308   | 25 a 29 | 260   |
| 216   | 20 a 24 | 240   |
| 256   | 15 a 19 | 268   |
| 224   | 10 a 14 | 248   |
| 320   | 5 a 9   | 220   |
| 208   | 0 a 4   | 184   |

## Economia
El 2007 la població en edat de treballar era de 4.516 persones, 3.142 eren actives i 1.374 eren inactives. De les 3.142 persones actives 2.756 estaven ocupades (1.391 homes i 1.365 dones) i 386 estaven aturades (196 homes i 190 dones). De les 1.374 persones inactives 528 estaven jubilades, 440 estaven estudiant i 406 estaven classificades com a «altres inactius».

### Ingressos
El 2009 a Champigneulles hi havia 2.884 unitats fiscals que integraven 6.671,5 persones, la mediana anual d'ingressos fiscals per persona era de 17.965 €.

### Activitats econòmiques
Dels 231 establiments que hi havia el 2007, 6 eren d'empreses extractives, 8 d'empreses alimentàries, 2 d'empreses de fabricació de material elèctric, 14 d'empreses de fabricació d'altres productes industrials, 23 d'empreses de construcció, 49 d'empreses de comerç i reparació d'automòbils, 19 d'empreses de transport, 14 d'empreses d'hostatgeria i restauració, 5 d'empreses d'informació i comunicació, 13 d'empreses financeres, 13 d'empreses immobiliàries, 21 d'empreses de serveis, 30 d'entitats de l'administració pública i 14 d'empreses classificades com a «altres activitats de serveis».
Dels 53 establiments de servei als particulars que hi havia el 2009, 1 era una oficina de correu, 4 oficines bancàries, 6 tallers de reparació d'automòbils i de material agrícola, 3 autoescoles, 1 paleta, 6 guixaires pintors, 5 fusteries, 2 lampisteries, 4 electricistes, 3 empreses de construcció, 4 perruqueries, 1 veterinari, 1 agència de treball temporal, 9 restaurants, 1 agència immobiliària i 2 salons de bellesa.
Dels 17 establiments comercials que hi havia el 2009, 1 era un hipermercat, 2 grans superfícies de material de bricolatge, 5 fleques, 2 carnisseries, 1 una llibreria, 1 una botiga de roba, 1 una botiga d'electrodomèstics, 1 una botiga de mobles, 1 una botiga de material esportiu, 1 una perfumeria i 1 una joieria.

## Equipaments sanitaris i escolars
El 2009 hi havia 3 farmàcies i 1 ambulància.
El 2009 hi havia 3 escoles maternals i 3 escoles elementals. Champigneulles disposava d'un col·legi d'educació secundària amb 498 alumnes.

## Poblacions més properes
El següent diagrama mostra les poblacions més properes.